# Liga Premier de Rusia 2007
La Liga Premier 2007 fue la 16.ª edición de la Liga Premier de Rusia. Se realizó del 10 de marzo al 11 de noviembre de 2007. El campeón fue el club Zenit de San Petersburgo, que consiguió su primer título de liga rusa.
Los dieciséis clubes en competencia disputaron dos ruedas con un total de 30 partidos disputados por club, al final de la temporada, los dos últimos clasificados son relegados y sustituidos por el campeón y subcampeón de la Primera División de Rusia, la segunda categoría de Rusia.

## Equipos
Los clubes Torpedo Moscú y Shinnik Yaroslavl, descendidos la temporada anterior, son reemplazados para este campeonato por los dos clubes ascendidos, el Kubán Krasnodar, que vuelve a la máxima categoría tras haber descendido en 2004, y el FK Jimki, debutante en la Liga Premier.

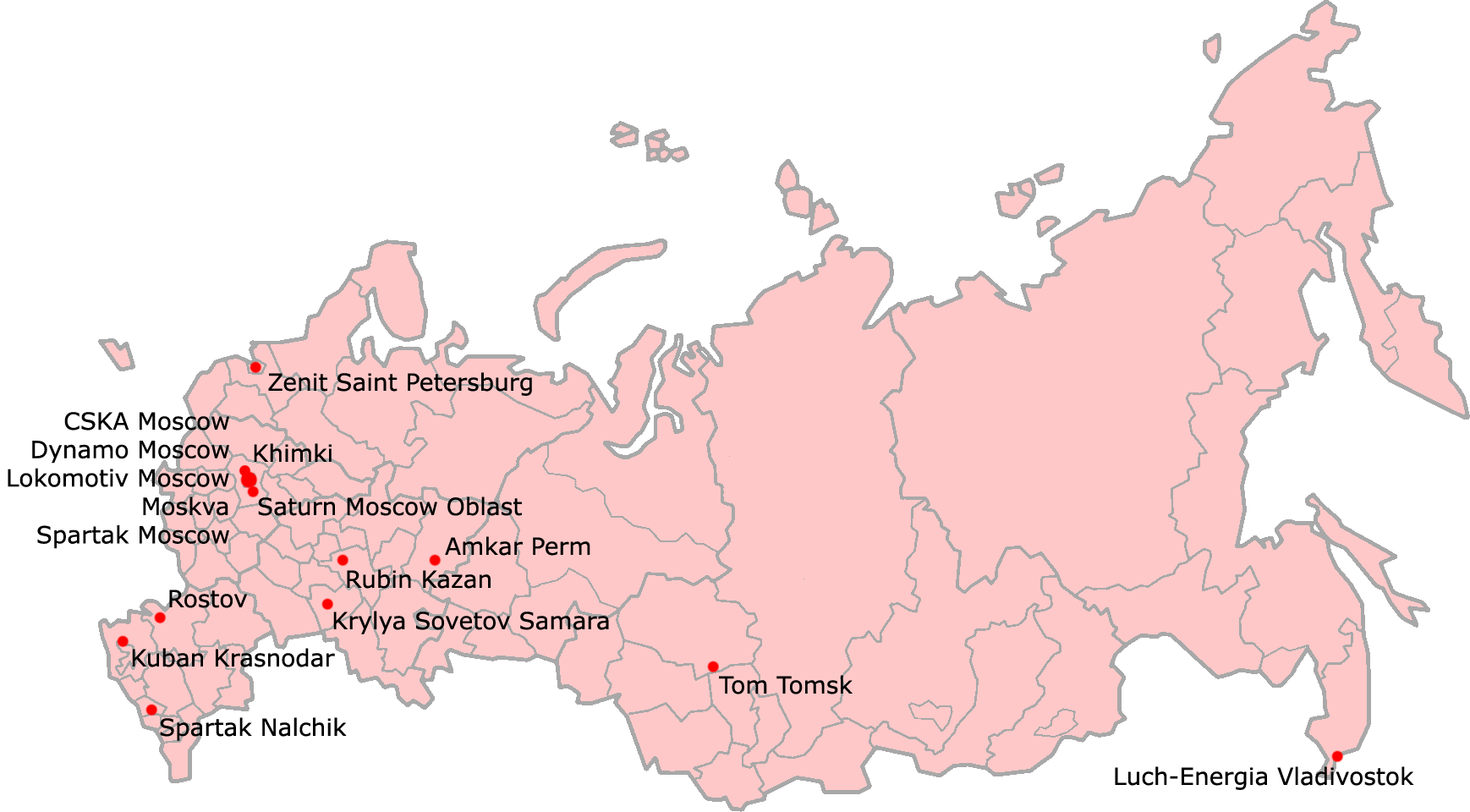
Localización de clubes de la Liga Premier 2007.

| Club                  | Ciudad          | Estadio           | Capacidad |
| --------------------- | --------------- | ----------------- | --------- |
| Amkar Perm            | Perm            | Estadio Zvezda    | 17.000    |
| CSKA Moscú            | Moscú           | Olímpico Luzhnikí | 84.745    |
| Dinamo Moscú          | Moscú           | Estadio Dinamo    | 36.540    |
| FK Jimki              | Moscú           | Arena Jimki       | 18.600    |
| Krylia Sovetov Samara | Samara          | Estadio Metallurg | 33.220    |
| Kubán Krasnodar       | Krasnodar       | Estadio Kubán     | 31.600    |
| Lokomotiv Moscú       | Moscú           | Estadio Lokomotiv | 28.800    |
| Luch Vladivostok      | Vladivostok     | Estadio Dinamo    | 10.200    |
| FK Rostov             | Rostov del Don  | Olimp - 2         | 15.600    |
| Rubin Kazán           | Kazán           | Central Kazán     | 30.133    |
| Saturn Rámenskoye     | Ramenskoye      | Estadio Saturn    | 16.726    |
| Spartak Moscú         | Moscú           | Olímpico Luzhnikí | 84.745    |
| Spartak Nalchik       | Nálchik         | Estadio Spartak   | 14.400    |
| Tom Tomsk             | Tomsk           | Estadio Trud      | 15.000    |
| Torpedo-Metallurg     | Moscú           | Eduard Streltsov  | 13.422    |
| Zenit San Petersburgo | San Petersburgo | Estadio Petrovsky | 21.745    |

## Tabla de posiciones
- Al final de la temporada, el campeón y subcampeón clasifican a la Liga de Campeones de la UEFA 2008-09. Mientras que el tercer y cuarto clasificados en el campeonato clasifican a la Copa de la UEFA 2008-09.

|  |     | Equipo                   | PJ | PG | PE | PP | GF | GC | DG  | PTS |
|  | --- | ------------------------ | -- | -- | -- | -- | -- | -- | --- | --- |
|  | 1.  | Zenit San Petersburgo    | 30 | 18 | 7  | 5  | 54 | 32 | +22 | 61  |
|  | 2.  | Spartak Moscú            | 30 | 17 | 8  | 5  | 50 | 30 | +20 | 59  |
|  | 3.  | CSKA Moscú               | 30 | 14 | 11 | 5  | 43 | 24 | +19 | 53  |
|  | 4.  | FC Moscú                 | 30 | 15 | 7  | 8  | 40 | 32 | +8  | 52  |
|  | 5.  | FC Saturn                | 30 | 11 | 12 | 7  | 34 | 28 | +6  | 45  |
|  | 6.  | Dinamo Moscú             | 30 | 11 | 8  | 11 | 37 | 35 | +2  | 41  |
|  | 7.  | Lokomotiv Moscú (C)      | 30 | 11 | 8  | 11 | 39 | 42 | -3  | 41  |
|  | 8.  | Amkar Perm               | 30 | 10 | 11 | 9  | 30 | 27 | +3  | 41  |
|  | 9.  | FK Jimki (A)             | 30 | 9  | 10 | 11 | 32 | 33 | -1  | 37  |
|  | 10. | Rubin Kazán              | 30 | 10 | 5  | 15 | 31 | 39 | -8  | 35  |
|  | 11. | Tom Tomsk                | 30 | 8  | 11 | 11 | 37 | 35 | +2  | 35  |
|  | 12. | Spartak Nalchik          | 30 | 8  | 9  | 13 | 29 | 38 | -9  | 33  |
|  | 13. | Krylia Sovetov Samara    | 30 | 8  | 8  | 14 | 35 | 46 | -11 | 32  |
|  | 14. | Luch Energia Vladivostok | 30 | 8  | 8  | 14 | 26 | 39 | -13 | 32  |
|  | 15. | Kubán Krasnodar (A)      | 30 | 7  | 11 | 12 | 27 | 38 | -11 | 32  |
|  | 16. | FC Rostov                | 30 | 2  | 12 | 16 | 18 | 44 | -26 | 18  |

- (C) Campeón de la Copa de Rusia.
- (A) Club ascendido la temporada anterior.

|  | Campeón y clasificado para la Liga de Campeones de la UEFA 2008-09 |
|  | Clasificado para la Liga de Campeones de la UEFA 2008-09           |
|  | Clasificado para la Copa de la UEFA 2008-09                        |
|  | Clasificado para la Copa Intertoto de la UEFA 2008                 |
|  | Descendido a la Primera División 2008                              |

| Rusia                                   |
| Campeón Zenit San Petersburgo 1° título |

## Resultados
| Local \ Visitante | CSK | SPM | LOK | ZEN | RUB | MOS | LUE | TOM | SPN | KRY | SAT | ROS | AMK | DYN | JIM | KUB |
| CSKA Moscú        |     | 1–1 | 2–0 | 2–0 | 3–1 | 2–0 | 4–0 | 0–0 | 2–0 | 4–2 | 3–1 | 4–0 | 1–0 | 0–1 | 0–0 | 0–0 |
| Spartak Moscú     | 1-1 |     | 1–2 | 3–1 | 2–1 | 3–1 | 2–1 | 3–2 | 2–2 | 1–0 | 2–0 | 3–0 | 0–0 | 2–1 | 2–0 | 4–0 |
| Lokomotiv Moscú   | 1–2 | 4–3 |     | 1–0 | 2–1 | 1–1 | 1–1 | 0–0 | 3–1 | 5–2 | 0–2 | 2–0 | 0–1 | 2–2 | 1–0 | 2–3 |
| Zenit             | 2–1 | 1–3 | 1–1 |     | 2–1 | 1–0 | 3–1 | 2–1 | 4–3 | 1–1 | 1–1 | 2–0 | 0–0 | 3–0 | 4–1 | 1–0 |
| Rubin             | 0–1 | 3–1 | 3–0 | 1–4 |     | 1–1 | 3–0 | 1–3 | 2–1 | 1–0 | 0–1 | 0–0 | 1–0 | 2–1 | 2–1 | 2–2 |
| Moscú             | 2–1 | 2–0 | 1–2 | 0–3 | 2–1 |     | 3–1 | 2–0 | 1–0 | 3–1 | 3–2 | 1–0 | 3–1 | 4–1 | 0–2 | 1–0 |
| Luch-Energia      | 4–0 | 1–1 | 3–0 | 0–1 | 2–0 | 0–1 |     | 0–0 | 2–1 | 0–0 | 2–1 | 1–1 | 1–0 | 0–1 | 1–1 | 1–0 |
| Tom               | 0–1 | 1–1 | 4–2 | 0–1 | 2–0 | 1–2 | 3–1 |     | 2–0 | 1–2 | 1–1 | 1–1 | 0–1 | 1–0 | 3–1 | 2–0 |
| Spartak Nalchik   | 1–1 | 1–2 | 0–0 | 0–3 | 1–0 | 1–0 | 2–0 | 1–0 |     | 0–0 | 1–3 | 0–0 | 0–1 | 4–1 | 1–1 | 1–0 |
| Krylya Sovetov    | 1–0 | 0–2 | 3–1 | 1–3 | 3–0 | 0–0 | 3–0 | 1–1 | 1–2 |     | 0–1 | 0–1 | 1–0 | 3–2 | 1–0 | 2–3 |
| Saturn            | 2–2 | 0–0 | 1–1 | 0–1 | 1–0 | 0–0 | 0–1 | 0–0 | 1–1 | 1–1 |     | 1–0 | 2–0 | 2–1 | 1–0 | 2–0 |
| Rostov            | 1–1 | 1–3 | 0–2 | 2–3 | 1–1 | 1–1 | 1–1 | 2–2 | 0–1 | 1–1 | 1–3 |     | 2–0 | 0–0 | 1–1 | 0–1 |
| Amkar             | 1–1 | 0–1 | 1–0 | 1–1 | 2–1 | 1–1 | 1–0 | 3–3 | 1–1 | 4–1 | 3–1 | 3–1 |     | 1–1 | 3–1 | 0–0 |
| Dinamo Moscú      | 1–1 | 0–1 | 2–1 | 4–2 | 0–1 | 0–0 | 1–0 | 3–1 | 2–0 | 1–1 | 1–1 | 3–0 | 0–0 |     | 2–1 | 1–0 |
| Jimki             | 1–1 | 3–0 | 1–2 | 2–2 | 0–0 | 1–3 | 3–0 | 1–1 | 1–0 | 4–1 | 0–0 | 1–0 | 1–0 | 1–0 |     | 1–0 |
| Kubán             | 0–1 | 0–0 | 0–0 | 1–1 | 0–1 | 4–1 | 1–1 | 2–1 | 2–2 | 3–2 | 2–2 | 1–0 | 1–1 | 0–4 | 1–1 |     |

## Máximos goleadores
| Jugador            | Club                  | Goles |
| ------------------ | --------------------- | ----- |
| Román Pavliuchenko | Spartak Moscú         | 14    |
| Román Adámov       | FC Moscú              | 14    |
| Jô                 | CSKA Moscú            | 13    |
| Vágner Love        | CSKA Moscú            | 13    |
| Pável Pogrebniak   | Zenit San Petersburgo | 11    |

## Premios
El 30 de noviembre de 2007, la Unión del Fútbol de Rusia hizo la lista del mejor equipo de la liga, compuesto por 33 jugadores:
Porteros
1. Antonín Kinský (Saturn)
2. Vladímir Gabúlov (Kuban)
3. Stipe Pletikosa (Spartak Moscú)

|  | Laterales derechos 1. Branislav Ivanović (Lokomotiv Moscú) 2. Aleksandr Aniukov (Zenit) 3. Vasili Berezutski (CSKA Moscú) | Centrales derechos 1. Serguéi Ignashévich (CSKA Moscú) 2. Denís Kolodin (Dynamo Moscú) 3. Radoslav Kováč (Spartak Moscú) | Centrales izquierdos 1. Ján Ďurica (Saturn) 2. Martin Stranzl (Spartak Moscú) 3. Nicolas Lombaerts (Zenit) | Laterales izquierdos 1. Alekséi Berezutski (CSKA Moscú) 2. Kim Dong-Jin (Zenit) 3. Emir Spahić (Lokomotiv Moscú) |

Mediocentros defensivos
1. Anatoli Tymoschuk (Zenit)
2. Dmitri Jojlov (Dynamo Moscú)
3. Alekséi Igonin (Saturn)

|  | Extremos derechos 1. Miloš Krasić (CSKA Moscú) 2. Vladímir Bystrov (Spartak Moscú) 3. Alekséi Ivanov (Luch-Energia y Saturn) | Mediocentros 1. Konstantín Zyriánov (Zenit) 2. Yegor Titov (Spartak Moscú) 3. Ígor Semshov (Dynamo Moscú) | Extremos izquierdos 1. Yuri Zhirkov (CSKA Moscú) 2. Diniyar Bilialetdínov (Lokomotiv Moscú) 3. Dmitri Torbinski (Spartak Moscú) |

|  | Delanteros 1. Vágner Love (CSKA Moscú) 2. Román Pavliuchenko (Spartak Moscú) 3. Danny (Dynamo Moscú) | Delanteros 1. Andréi Arshavin (Zenit) 2. Jô (CSKA Moscú) 3. Dmitri Sychov (Lokomotiv Moscú) |